# Nohchakán
Nohchakán es una población del municipio de Cuzamá en el estado de Yucatán, México.

## Toponimia
El nombre (Nohchakán) proviene del idioma maya.

## Hechos históricos
- En 1910 cambia su nombre de Nohchokán a Nohchakán.

## Demografía
Según el censo de 2005 realizado por el INEGI, la población de la localidad era de 175 habitantes, de los cuales 91 eran hombres y 84 eran mujeres.
| 178                         | 355 | 165 | 104 | 92 | 76 | 104 | 109 | 157 | 158 | 152 | 138 | 175 |
| (Fuente: INEGI [Consultar]) |     |     |     |    |    |     |     |     |     |     |     |     |

## Galería

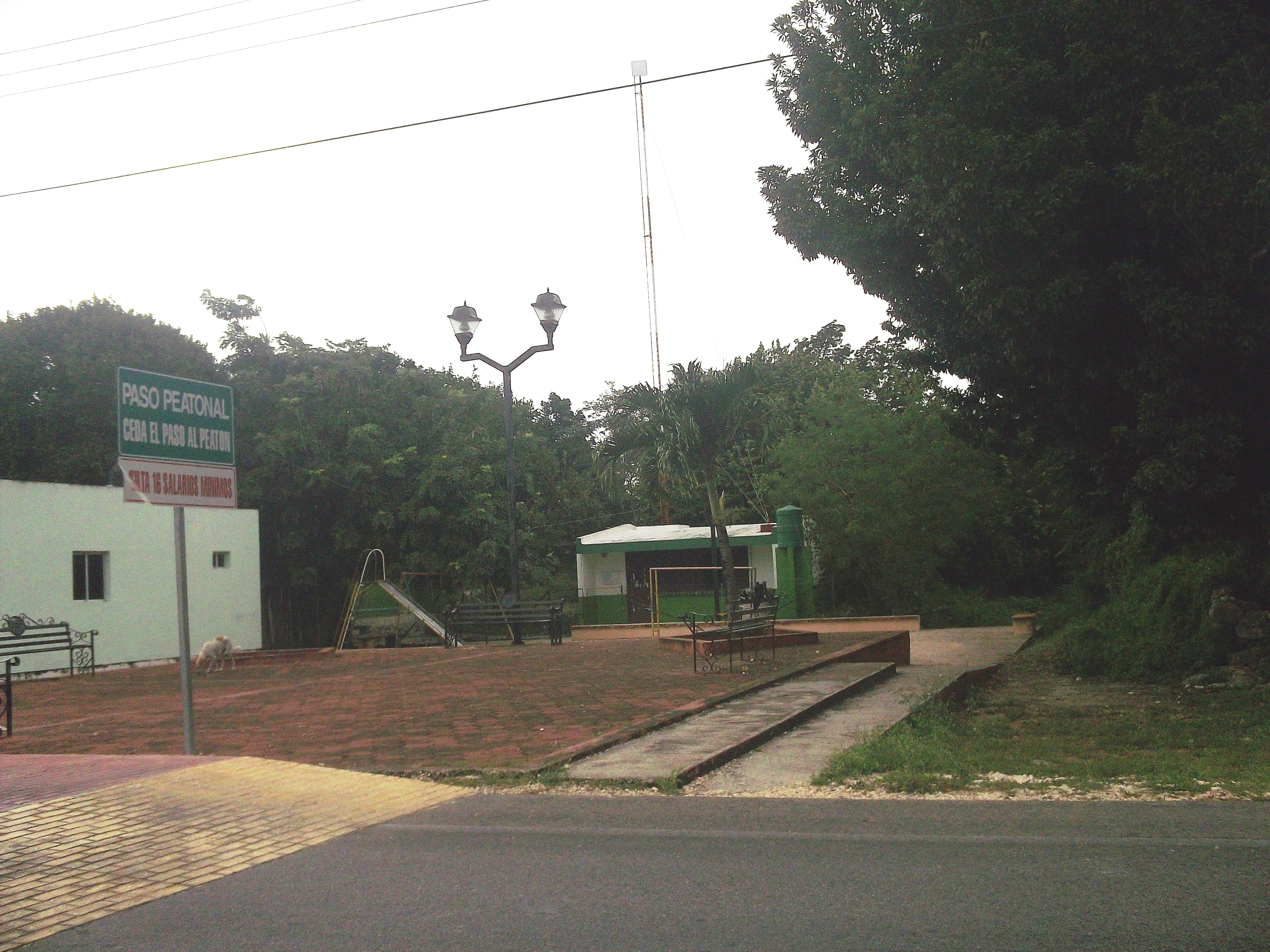
Parque principal.
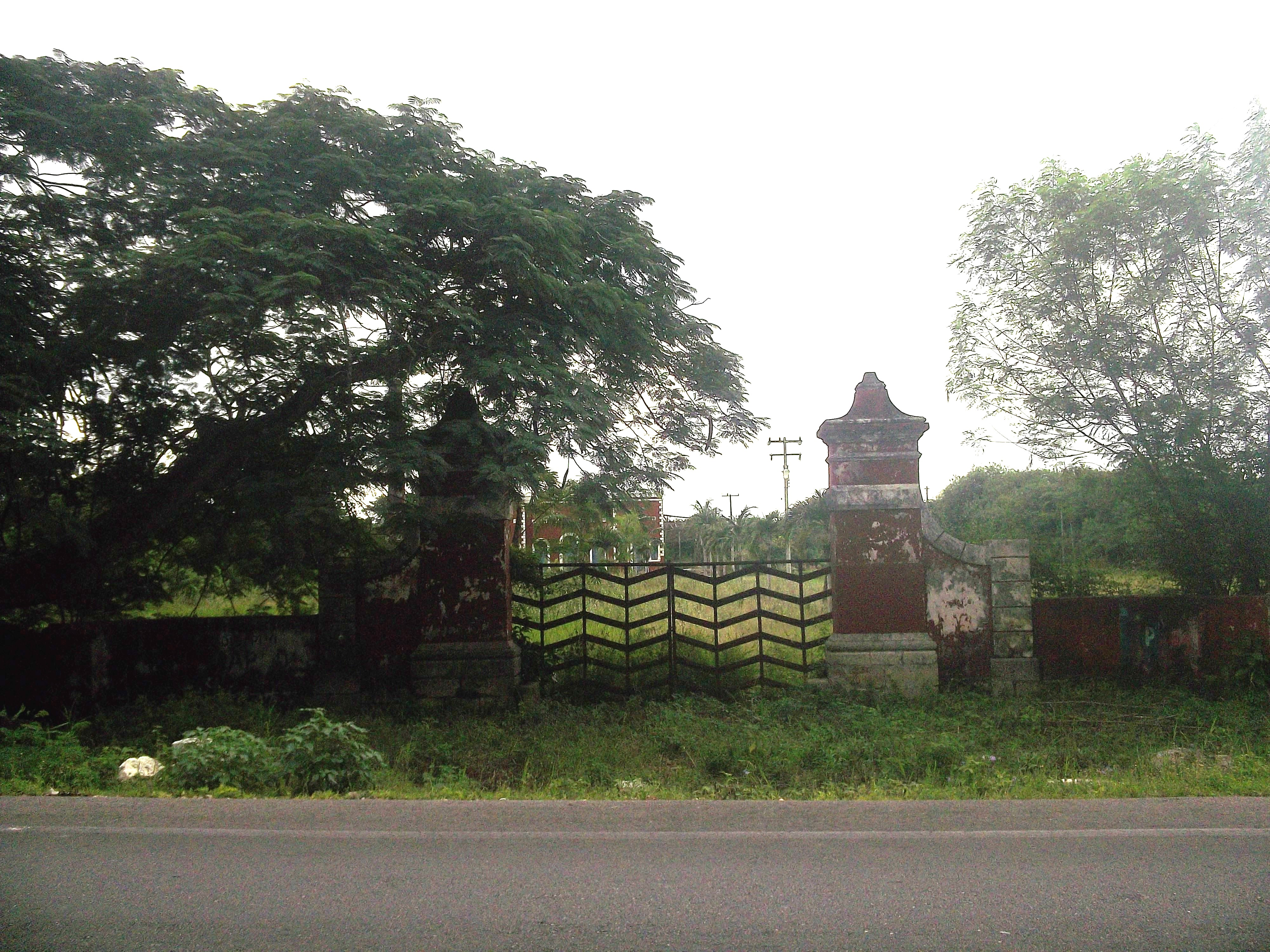
Hacienda.
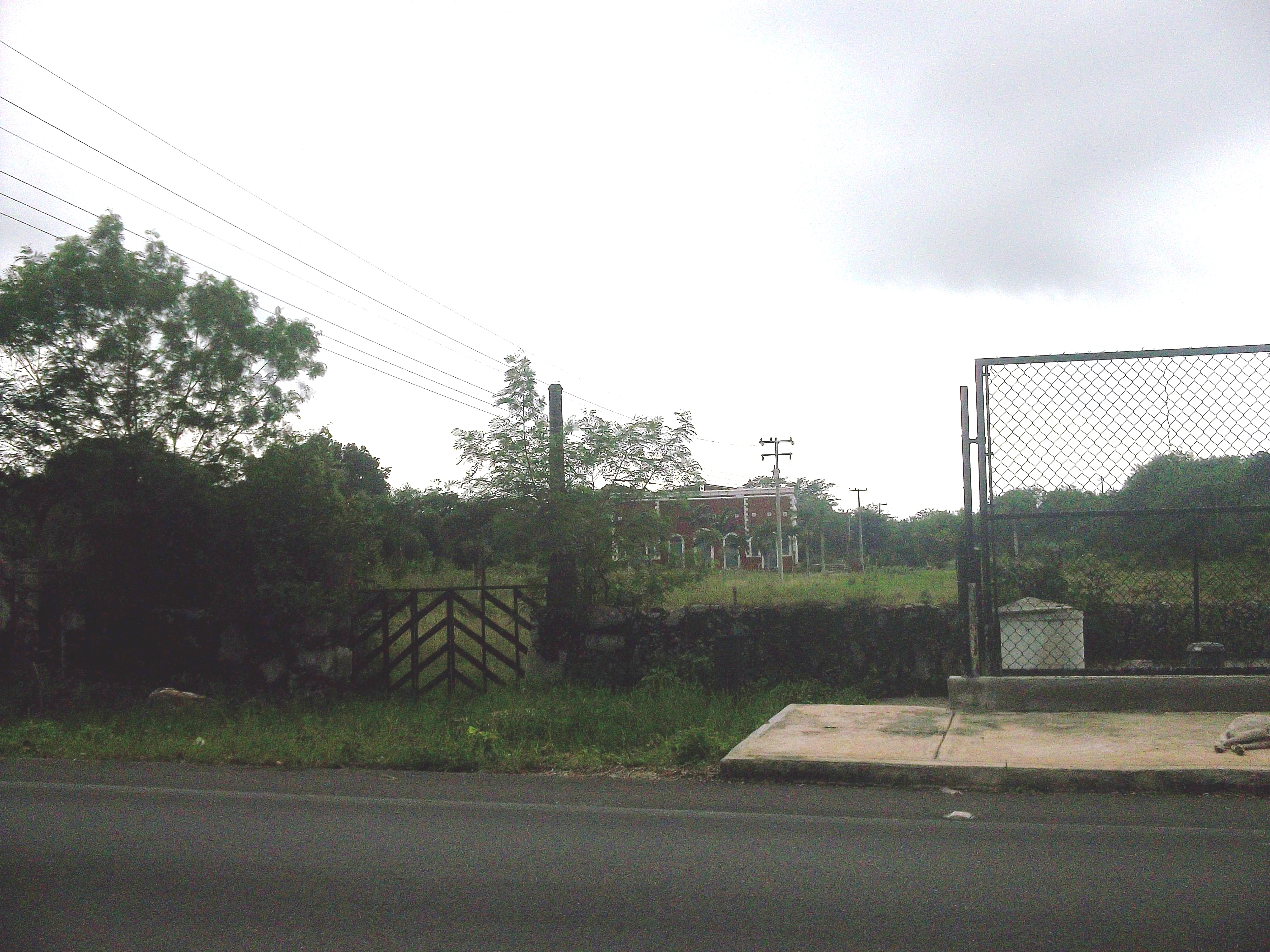
Hacienda.
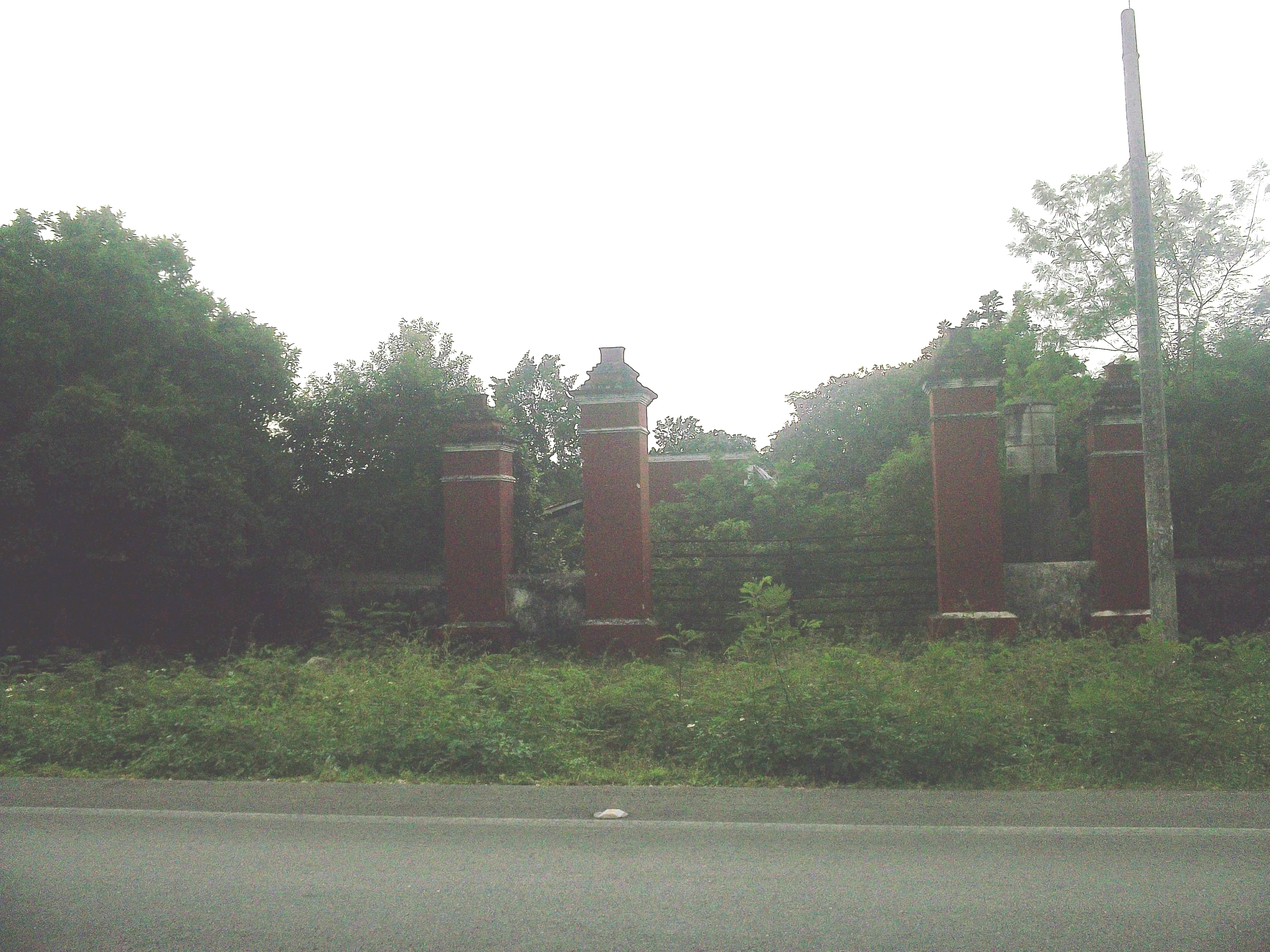
Hacienda.
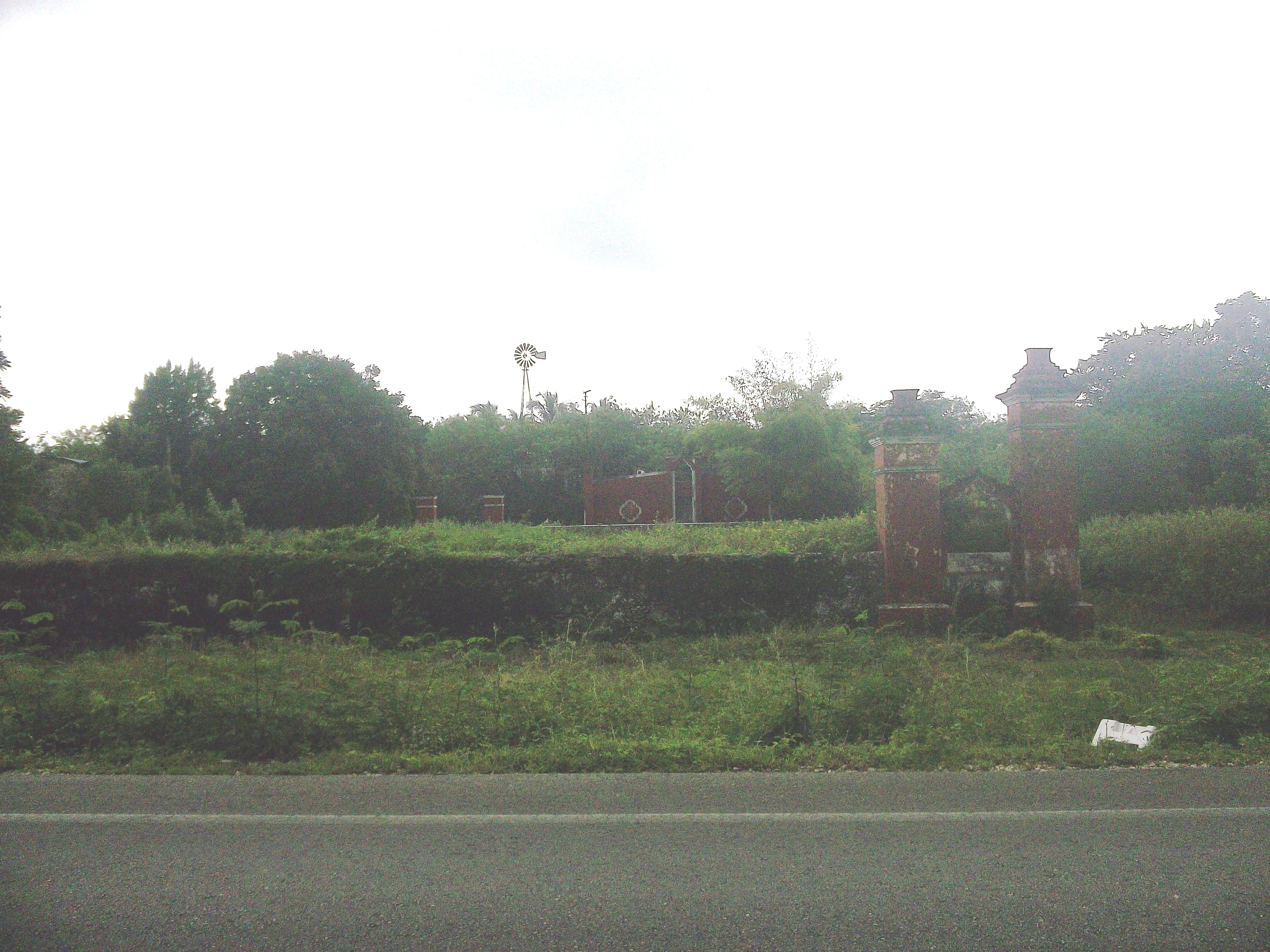
Hacienda.